# John E. Roberts
John Elias Roberts (* 20. November 1939 in New Malden; † 3. August 2015) war ein britischer theoretischer Physiker und Mathematiker, der sich mit Axiomatischer Quantenfeldtheorie (Lokaler Quantenphysik nach Rudolf Haag) befasste.
Roberts hatte einen englischen Vater und eine österreichische Mutter. Er studierte Mathematik an der University of Cambridge, an der er 1965 bei Richard J. Eden promoviert wurde (zweiter Berater war Res Jost von der ETH Zürich, an der er 1963/64 war). Als Post-Doktorand war er bei Rudolf Haag an der Universität Hamburg, wo auch seine Zusammenarbeit mit Sergio Doplicher begann. Mit Haag und Doplicher erschienen eine Reihe von Arbeiten bis 1974. Danach war er am Zentrum für Theoretische Physik der Universität Marseille-Luminy und des CNRS. 1977 wurde er Professor an der Universität Osnabrück. Er war ab 1992 Professor an der Universität Rom (Tor Vergata), wo er auf Kollegen wie Sergio Doplicher, Roberto Longo und Claudia Pinzari traf.
Roberts arbeitete mit Doplicher und Haag über Superauswahlregeln in der algebraischen QFT und mit Doplicher bei einem Rekonstruktionstheorem der Felder von Eichgruppen aus Observablenalgebren (1990). Dabei führte er bis dahin auf diesem Gebiet wenig verwendete mathematische Konzepte wie Kategorientheorie (Tensorkategorien), Formulierung der Strukturtheorie von Superauswahlsektoren als Kohomologietheorie und Cuntz-Algebren ein. Er wandte mit Kollegen in Rom die Sektortheorie auch auf gekrümmte Raum-Zeiten an.
2002 war er mit einem Humboldt-Forschungspreis bei Detlev Buchholz an der Universität Göttingen. Dorthin ging er auch nach seinem Ruhestand in Rom 2012.